# Alvin Jackson (Jazzmusiker)
Alvin „AJ“ Jackson (* 1921 in Detroit) ist ein US-amerikanischer Jazzmusiker (Kontrabass).

## Wirken
Jackson sang zunächst um 1930 Gospel im Duett mit seinem jüngeren Bruder Milt Jackson. Er trat um 1940 in einer Band mit ihm sowie Lucky Thompson, Willie Anderson bzw. George Sirhagen und Art Mardigan auf.
1947 wurde Jackson Mitglied des Trios von Tommy Flanagan mit Kenny Burrell, Im Folgejahr war er mit seinem Bruder im Aufnahmestudio. Um 1950 gehörte er mit Flanagan, Tate Houston und seinem Bruder zur von Billy Mitchell geleiteten Hausband des Clubs Blue Bird. 1952 nahm er in Nashville mit Gay Crosse and His Good Humor Six auf, zu der Tommy Turrentine, John Coltrane, Stanley „Stash“ O'Lauglin und Oliver Jackson gehörten; auf weiteren Titeln begleitete diese Combo die Sängerin Christine Kittrell.
Mitte der 1950er Jahre leitete Jackson die Hausband des Clubs Blue Bird; zu ihr gehörten Musiker wie Donald Byrd, Yusef Lateef oder Barry Harris. 1958 wirkte er bei den Aufnahmen für Savoy Records mit, die von Wilbur Harden und John Coltrane gemeinsam geleitet und in den 1960er Jahren unter den Titeln Jazz Way Out und Tanganyika Strut veröffentlicht wurden. Er war dann Mitglied im Trio von Evans Bradshaw (Pieces of Eighty-Eight). 1959 tourte er mit dem Quartett von Thelonious Monk, fremdelte aber mit dessen Musik und wurde durch Larry Gales ersetzt.
1964 spielte Jackson noch einmal mit seinem Bruder Milt Jackson auf dessen Album Vibrations. Tom Lord verzeichnet 12 Aufnahmen von ihm zwischen 1948 und 1960, darunter auch mit Donald Byrd (Byrd Jazz) und Terry Pollard.